# 真田氏館
真田氏館（さなだしやかた）は、長野県上田市にあった日本の城（平城）もしくは居館。

## 概要
真田氏が根小屋として日頃政務を執り、生活をしていたと考えられる館跡。いつ頃建造されたかは定かではないが、戦国時代（永禄）と推定される。上田城の築城と完成に伴い廃されたと考えられる。長野県指定文化財となり、御屋敷公園として親しまれていて、真田氏歴史館が隣接している。現在も残る真田氏館遺構は、石積のある虎口、土塁、空堀などがある。

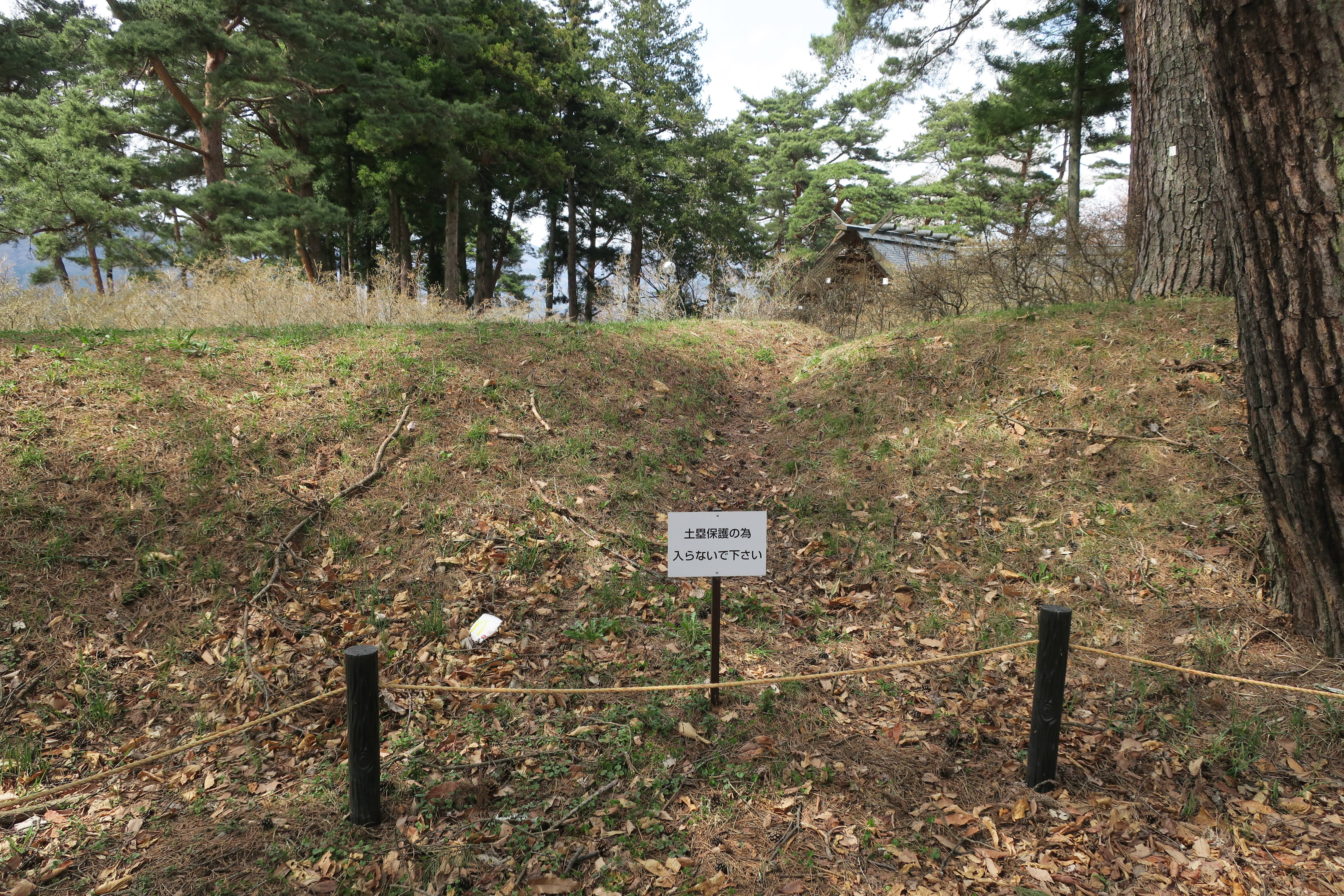
土塁跡
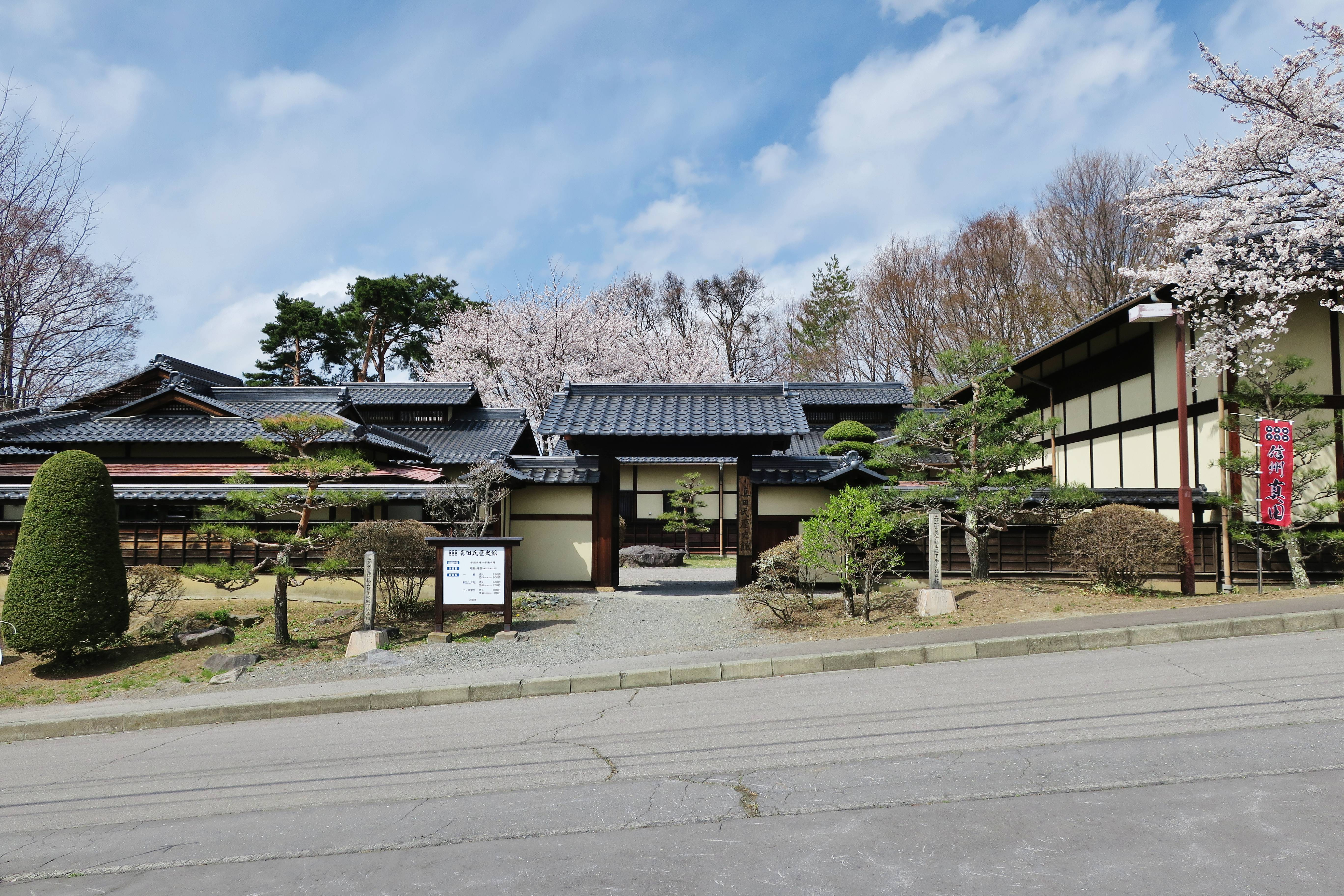
真田氏歴史館

## 真田氏館の支城群
- 真田本城 :本城と名前が付いているが、実際に本城の役割を担っていたかは定かでない[1]。
- 天白城・真田氏館の背後に位置し、館から一番距離が近い山城である。
- 松尾城（松尾古城）
- 洗馬城・根小屋城
- 伊勢崎城・矢沢城
- 内小屋城
- 戸石城